# Villa Maïa
La Villa Maïa est un hôtel de luxe ouvert en 2017 à Lyon,.